# Narcissus pseudonarcissus
Narcissus pseudonarcissus é uma espécie de planta com flor pertencente à família Amaryllidaceae. 
A autoridade científica da espécie é L., tendo sido publicada em Species Plantarum 1: 289. 1753.

## Portugal
Trata-se de uma espécie presente no território português, nomeadamente os seguintes táxones infraespecíficos:
- Narcissus pseudonarcissus subsp. confusus - presente em Portugal Continental. Em termos de naturalidade é possivelmente nativa da região atrás referida. Não se encontra protegida por legislação portuguesa ou da Comunidade Europeia.

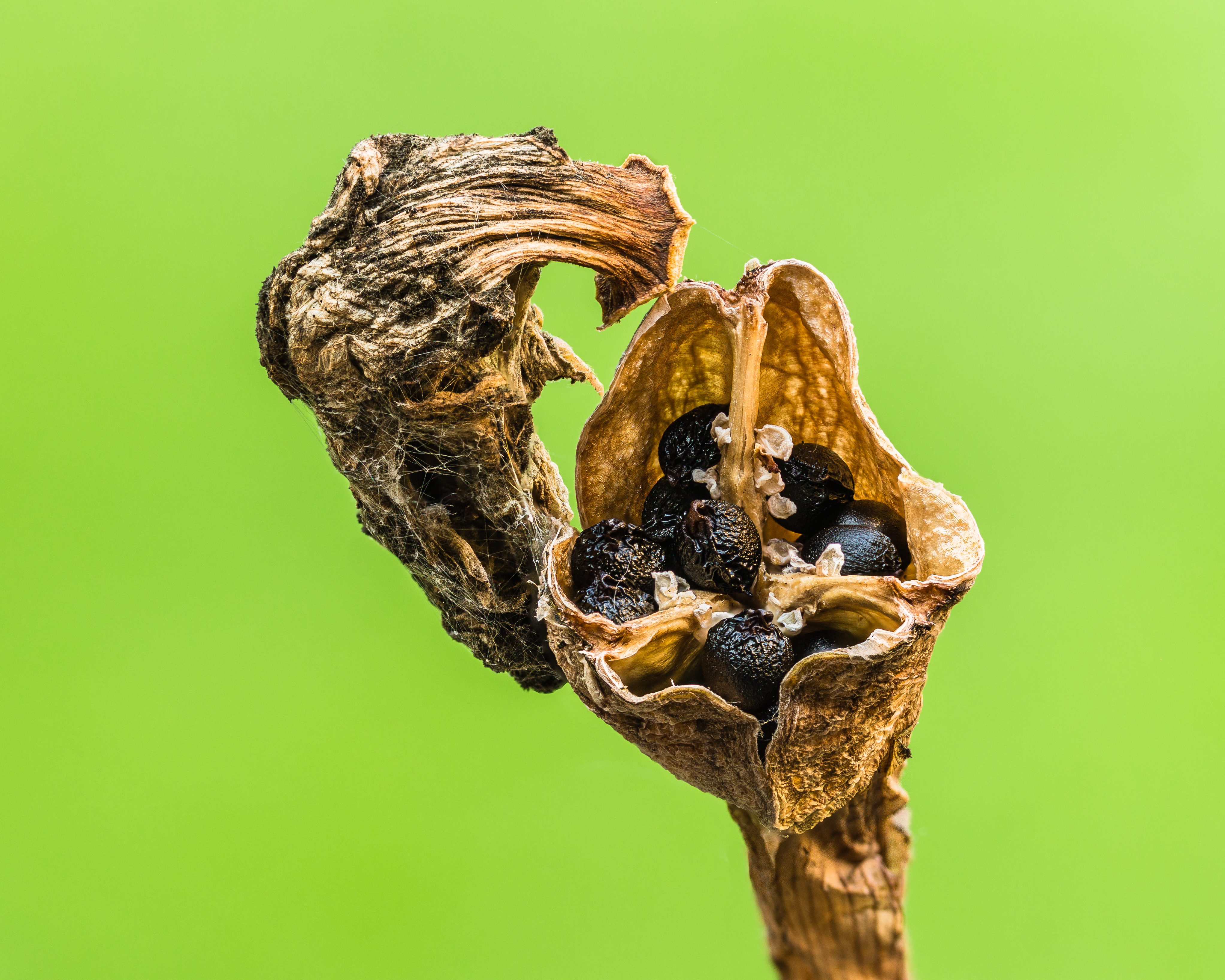
Vagem aberta de narciso trombeta cheia de sementes maduras.

- Narcissus pseudonarcissus subsp. major - presente em Portugal Continental. Em termos de naturalidade é nativa da região atrás referida. Não se encontra protegida por legislação portuguesa ou da Comunidade Europeia.
- Narcissus pseudonarcissus subsp. nobilis - presente em Portugal Continental. Em termos de naturalidade é endémica da Península Ibérica. Encontra-se protegida por legislação portuguesa ou da Comunidade Europeia, nomeadamente pelo Anexo II e IV da Directiva Habitats.
- Narcissus pseudonarcissus subsp. portensis - presente em Portugal Continental. Em termos de naturalidade é endémica da Península Ibérica. Não se encontra protegida por legislação portuguesa ou da Comunidade Europeia.